# یواس‌اس متاوی (ای‌اوجی-۱۷)
یواس‌اس متاوی (ای‌اوجی-۱۷) (به انگلیسی: USS Mettawee (AOG-17)) یک کشتی بود که طول آن ۶۷٫۲ متر (۲۲۰ فوت) بود. این کشتی در سال ۱۹۴۲ ساخته شد.